# Ran (nordisk mytologi)
 For alternative betydninger, se Ran. (Se også artikler, som begynder med Ran)
Ran er Ægirs kone i nordisk mytologi. Hun fanger sømænd på havet. Med sit store net trækker hun dem ned og de lider druknedøden.
Hun har ni døtre sammen med Ægir.